# マリー・クラウゼ
マリー・クラウゼ（Marie Krause、1992年2月13日 - ）は、ドイツ・アーヘン出身のタレント。リミックス所属。身長172cm。日本を中心に活動している。本名、マリー・クリスティーン・クラウゼ（Marie Christine Krause）。

## 来歴・人物
2007年、15歳の頃に日本の漫画、アニメやドラマ『花ざかりの君たちへ〜イケメン♂パラダイス〜』を見て日本に興味を持ち始め、16歳の時に1年間日本へ留学。その後ドイツへ帰国して地元の高校を卒業後、仲里依紗のような女優になることを目指して再び来日し東京フィルムセンター映画・俳優専門学校（現・東京放送芸術&映画・俳優専門学校）へ入学（9期生）。同校在学中から芸能活動を開始。
専門学校生の頃は、セイヨウタンポポなど道端の雑草を調理して食べて暮らすという生活を送っており（セイヨウタンポポはドイツではハーブの一種とされ、ドイツの郷土料理にも使われるほどポピュラーな食材だとのこと）、この模様が『幸せ!ボンビーガール』（日本テレビ）で紹介されたことがあった。
2014年、女性ユニット（借金返済ユニット）「ザ・マーガリンズ」に1期生として加入。同年9月24日にお披露目が行われる。なお、当時公表されていたマリーの借金額は220万円（主に専門学校の学費を親に借りていた）で、愛称は「ゲルさん」、キャッチコピーは「ゲルマンサンシャイン」だった。
ザ・マーガリンズが2016年9月に解散した後も、翻訳の仕事をしながらタレント活動を続行。2017年7月から『佳代子の部屋〜真夜中のゲーム会議〜』（フジテレビ）にレギュラー出演。なお、髪型はザ・マーガリンズ時代はロングヘアだったが、その後はショートヘアに変わっている。
話せる言語はドイツ語のほか日本語（日本の漫画、アニメ、ドラマから独学で学ぶ）、英語、フランス語（少々）。韓国ドラマ、K-POP好きなことから韓国語も勉強している。特技は早口言葉、日本舞踊（1年間やっていた）、水泳（3年間やっていた）、柔道（3年間やっていた）、チアリーディング（1年間やっていた）。J-POP、K-POP好き。趣味は韓国ドラマ鑑賞、映画鑑賞、菓子作り、カラオケ。特に好きな漫画は神風怪盗ジャンヌ、小説は神永学。尊敬する有名人はサンドラ・ブロック。
2018年2月限りで日本での芸能活動に一区切り付け、同年3月から韓国・ソウルに留学することを発表。最後の日本での活動は2018年2月12日、東京都内での撮影会だった。

## 出演

### テレビ
- 幸せ!ボンビーガール（日本テレビ）- 2013年5月14日（ボンビーガールとして出演）、2014年1月14日（「玉の輿ワゴン」の企画で出演）[19]
- 王様のブランチ（TBS）- 2014年8月23日
- 世界が驚いたニッポン! スゴ〜イデスネ!!視察団（テレビ東京）- 2015年2月14日
- 有吉のドッキリ初笑い! 芸能界煩悩CUP（フジテレビ）- 2016年1月2日
- Doki Doki! ワールドTV（NHK総合）- 2017年3月19日
- 好きか嫌いか言う時間（TBS）- 2017年4月3日[20][21]
- Trails to Tsukiji（NHKワールドTV）- 2017年6月7日
- 佳代子の部屋〜真夜中のゲーム会議〜（フジテレビ）- 2017年6月23日初出演、2017年7月7日～2018年1月10日レギュラー出演
- YOUは何しに日本へSP - 2019年1月　テレビ東京　成田空港内セット夫婦役エキストラ

### ラジオ
- DJ Tomoaki's Radio Show（下北FM） - 2017年10月4日から英語コーナー担当[22]

※ザ・マーガリンズ時代の出演については、劇団マーガリンズ#出演の節を参照。